# Мужская сборная Израиля по кёрлингу
Мужская сборная Израиля по кёрлингу — представляет Израиль на международных соревнованиях по кёрлингу. Управляющей организацией выступает Федерация кёрлинга Израиля (ивр. התאחדות הקרלינג בישראל‎, англ. Israel Curling Federation).

## Результаты выступлений

### Чемпионаты Европы
| Год       | Игры           | Победы         | Поражения      | Место            |
| --------- | -------------- | -------------- | -------------- | ---------------- |
| 1975—2013 | не участвовали | не участвовали | не участвовали | не участвовали   |
| 2014      | 11             | 8              | 3              | 02 ! [ 2 ] [ 3 ] |
| 2014      | 6              | 2              | 4              | 21               |
| 2015      | 11             | 6              | 5              | 14               |
| 2016      | 10             | 6              | 4              | 14               |
| 2017      | 8              | 5              | 3              | 15               |
| 2018      | 7              | 3              | 4              | 23               |
| 2019      | 9              | 1              | 7              | 26               |
| 2020—2023 | не участвовали | не участвовали | не участвовали | не участвовали   |
| 2024      | 9              | 3              | 6              | 24               |

В чемпионате Европы 2014 сборная Израиля выступала сначала в турнире дивизиона «С», а затем в основном чемпионате в дивизионе «В»; в 2015—2019, 2024 выступала в дивизионе «В». В колонке Место указаны итоговые позиции команды с учётом общей классификации.